# Acht
Acht é um município da Alemanha, localizado no distrito de Mayen-Koblenz, estado de Renânia-Palatinado.
É membro do Verbandsgemeinde de Vordereifel.